# Olivier van Noort

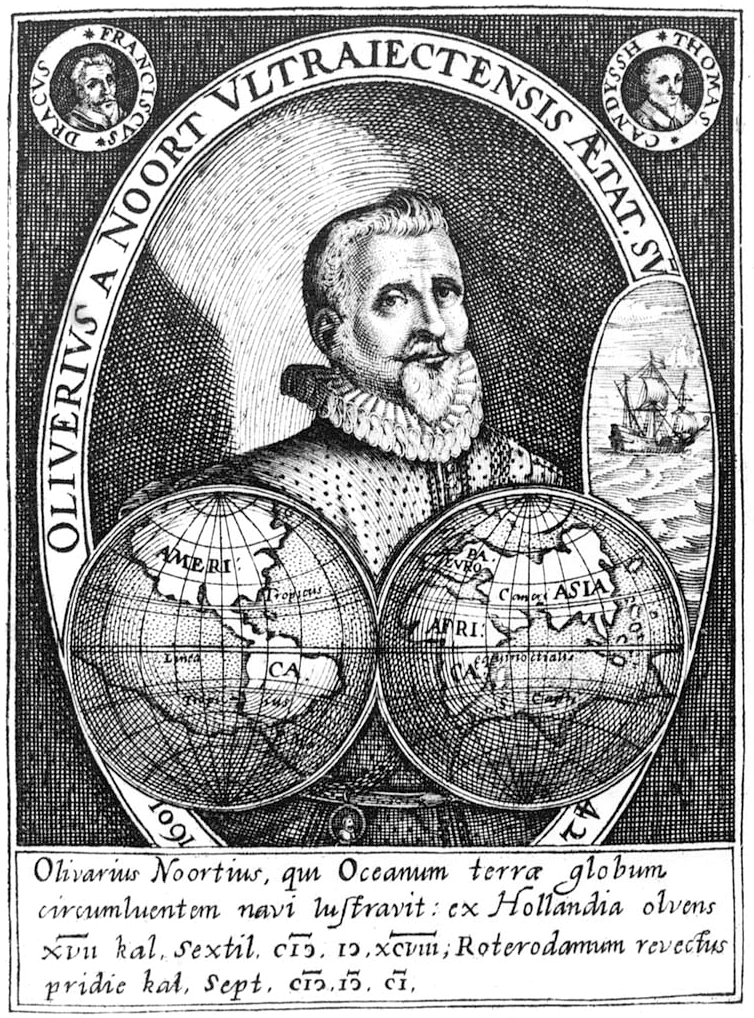
Olivier van Noort

Olivier van Noort, född 1558 eller 1568 i Utrecht, död 22 februari 1627 i Schoonhoven, var en nederländsk sjöfarare och upptäcktsresande. Noort genomförde åren 1598 till 1601 den första nederländska världsomseglingen.

## Biografi
Endast lite finns dokumenterad om Noort. Han föddes i Utrecht som barn till Jan van Noort. 1595 omnämns han som ägare till värdshuset "De Dubbele Witte Sleutels" (De två vita nycklarna) i Rotterdam. När Cornelis de Houtman återvände från sin första Ostasien-expedition ville även Noort pröva lyckan, och ansökte om lån hos Staten generaal för att finansiera sin egen expedition, lånet beviljades 1597 samtidigt som han fick bidrag av lokala köpmän.
Noort kunde nu utrusta 4 fartyg (dessa var huvudfartyget Mauritius samt Henrick Frederick, Eendracht, och De Hoop) till sin expedition, bland befälen fanns brodern Cornelis van Noort, Jacob Claesz och Simon de Cordes.

### Världsomseglingen

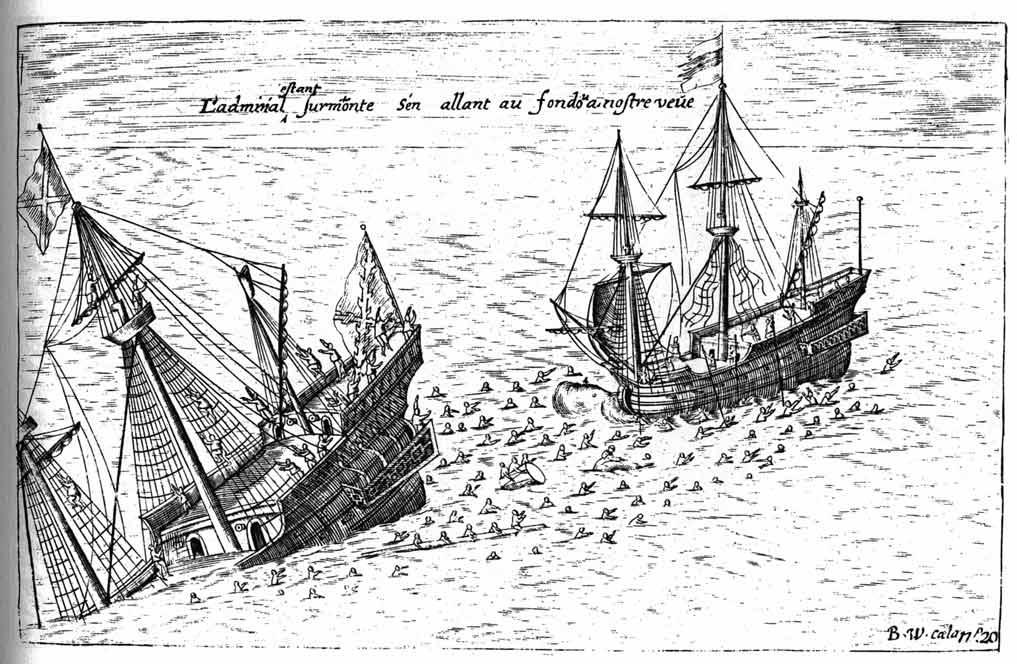
Sjöslaget med ”San Diego”

Den 2 juli  1598 lämnade expeditionen om 4 fartyg  och en besättning på 248 man hamnen i Rotterdam.
Färden gick via Engelska kanalen längs Afrikas västkust mot ön Príncipe och sedan över Atlanten, fartygen anlände till Rio de Janeiro den 9 feb 1599 och vidare mot den obebodda ön Isla Santa Clara utanför Brasilien, här gjordes ett längre uppehåll till den 2 juni 1599. I början på 1600 nåddes Magellans sund och man nådde Stilla havet den 29 februari. Ett av fartygen sjönk under en storm utanför Chiles kust.
Expeditionen anlände sedan till Filippinerna den 14 oktober 1600 där spanjorerna betraktade expeditionen som piratverksamhet. Två av expeditionens fartyg sänktes i samband med drabbningar. Utanför Manilla hamnade Noort i sjöslag med spanska galeonen San Diego som sänktes.
Hemfärden gick via Moluckerna Borneo och Godahoppsudden.
Den 26 augusti 1601 återvände expeditionen till Rotterdam, endast 1 fartyg  och 45 man återstod.

### Senare liv
1602 publicerade Noort en skildring, av resan som blev den fjärde dokumenterade världsomseglingen efter Ferdinand Magellan, Francis Drake och Thomas Cavendish. Berättelsen utkom i flera nyutgåvor och översattes även till andra språk. 
Noort avled den 22 februari 1627 i Schoonhoven och ligger begravd i Grote of Bartholomeüskerk i Schoonhoven.